# جی-مین
جی-مین (ژاپنی: ジェイミン؛ زادهٔ ۲۷ مهٔ ۱۹۸۸) خواننده، بازیگر، و ترانه‌پرداز اهل کره جنوبی است. وی از سال ۲۰۰۷ میلادی تاکنون مشغول فعالیت بوده‌است.